# Penteoria
Penteoria  este un oraș în Grecia în prefectura Focida.